# 대가족
대가족(大家族) 또는 확대가족(擴大家族)은 3개의 세대 이상으로 이루어진 가족이다. 자녀가 결혼 후에도 부모와 동거하는 가족 형태로, 한 쌍의 부부와 미혼 자녀 등으로만으로 구성된 핵가족(소가족)과 구분된다.

## 개요
전통적 사회에 있어서 가족제도는 대가족제도이고 남존여비(男尊女卑)의 차별의식이 강력하게 존재해 있던 것으로 생각된다. 대가족제도는 양반과 상민에게서 볼 수 있는 것이고 천민에게는 오히려 소가족 형태가 많았다. 양반사회는 일부다처제(一夫多妻制)의 복혼가족이 보편적이고 이것은 다른 신분에서는 찾아보기 어려운 것이다. 통혼(通婚)에 있어서도 같은 신분끼리 인척관계를 맺는 신분내혼제(身分內婚制)가 보편적이었으며 이것이 전통적 사회의 신분관계를 유지하는 수단의 하나가 되어 왔다. 남존여비의 차별의식도 부권가족(父權家族)에서 찾아볼 수 있는 것으로, 결혼 전에 여자는 아버지를 섬기고 출가 후에는 남편을, 그리고 남편의 사망 후에는 자식을 따르라는 삼종지도(三從之道)와 같은 유교문화가 이것을 더욱 강화시켰다. 그 밖에도 남자는 바깥일에 종사하고 여자는 집안일에 종사하는 것이 일반관습이 되었으며 제사(祭祀)를 중심으로 한 동족의 기능은 여자로 하여금 남자의 종속적 지위로 떨어지게 하였다. 이러한 가족제도는 혈연을 중심으로 한 사회적 연대의식을 강화시켰고 마침내 가족원리가 사회원리로서 기능하였다. 전통적인 사회에 있어서 여성은 그 성혼도 부모와 중매인에 의해 이루어졌으며 여성의 개인적 의견은 전혀 고려되지 않았다. 이와 같이 대가족 제도는 농경사회와 유교문화의 필요성 때문에 존재하였지만 이것이 오히려 그러한 전통사회를 존속시키는 기능을 수행했다.

## 대한민국
농업에 그 경제적 기반을 두고 있었던 한국의 전통사회는 그에 맞는 대가족제가 형성되어 있었다. 이 대가족제도는 한국사회의 근대화에 적지 않은 저해요인이 되었으나 산업이 발달하고 농촌의 도시화 현상이 나타나며 농경사회가 산업사회로 변질됨에 따라 점차로 붕괴하여 새로운 양상을 띠게 되었다. 즉, 보수적인 가족제도에서 야기되는 비합리적이고 몰개인적(沒個人的)인 면이 점차로 없어지고 합리적이고 개인 중심적인 핵가족화(核家族化)의 경향을 보이게 되었다. 부조(父祖)중심의 가정생활은 부부중심·자녀중심으로 변하여 근대적인 양상을 띠게 되고 사회적 접촉도 혈연적인 근거로부터 탈피하여 게젤샤프트적인 인간관계가 우위(優位)를 차지하게 되었다. 그리고 정부에 의해 추진된 가족계획 정책은 산아제한(産兒制限)을 합법화하여 전통적인 자녀관을 와해시켰다. 이와 같은 경향을 촉구한 직접적인 계기는 6·25전쟁이었을 것이다. 그렇다고 전통적인 대가족제도가 송두리째 무너진 것은 아니며 농촌에서는 아직도 대가족제도가 잔존해 있다. 또 도시에서도 핵가족 현상이 많이 보이기는 하나 의식이나 행동면에서는 게마인샤프트적인 연고(緣故)·족벌주의적(族閥主義的)인 의식이 지속되어 능률적이고 합리적인 사회생활의 저해요인이 되어 있다. 산업화·도시화에 따른 두드러진 현상은 여성의 지위향상·이혼률의 증가와 가정의 자녀교육기능의 감소이다. 도시가족에 있어서는 특히 청소년 비행화의 경향이 문제시되어 있어서 근대화 과정의 부작용을 노출시키고 있다. 또한, 여성의 사회진출의 기회가 증대한 것은 가족생활의 근대화에의 길을 촉구하게 되었다.

## 같이 보기
- 핵가족